# Oxford (villa)
Oxford es una villa ubicada en el condado de Chenango en el estado estadounidense de Nueva York. En el año 2000 tenía una población de 1,584 habitantes y una densidad poblacional de 344 personas por km².

## Geografía
Oxford se encuentra ubicada en las coordenadas 42°26′32″N 75°35′52″O / 42.44222, -75.59778.

## Demografía
Según la Oficina del Censo en 2000 los ingresos medios por hogar en la localidad eran de $37,692, y los ingresos medios por familia eran $43,125. Los hombres tenían unos ingresos medios de $29,408 frente a los $22,222 para las mujeres. La renta per cápita para la localidad era de $16,576. Alrededor del 14.3% de la población estaban por debajo del umbral de pobreza.